# Lengua de Hielo Ramirez
Die Lengua de Hielo Ramirez (spanisch für Ramirez-Eiszunge) ist eine Eiszunge auf King George Island im Archipel der Südlichen Shetlandinseln. Sie mündet auf der Fildes-Halbinsel in den Collins Harbour.
Argentinische Wissenschaftler benannten sie. Der Namensgeber ist nicht überliefert.